# Дипалладийтитан
Дипалладийтитан — бинарное неорганическое соединение, интерметаллид
палладия и титана
с формулой TiPd2,
кристаллы.

## Получение
- Сплавление стехиометрических количеств чистых веществ:

{\displaystyle {\mathsf {2Pd+Ti\ {\xrightarrow {1400^{o}C}}\ TiPd_{2}}}}

## Физические свойства
Дипалладийтитан образует кристаллы нескольких модификаций:
- тетрагональная сингония, пространственная группа I 4/mmm, параметры ячейки a = 0,324 нм, c = 0,848 нм, Z = 2, структура типа дисилицида молибдена MoSi2;
- ромбическая сингония, параметры ячейки a = 0,341 нм, b = 0,307 нм, c = 0,856 нм, Z = 2[1][2][3][4][5].

Соединение образуется по перитектической реакции при температуре 1400°C.